# Rozseč nad Kunštátem
Rozseč nad Kunštátem là một làng thuộc huyện Blansko, vùng Jihomoravský, Cộng hòa Séc.